# 勃朗峰登山列車

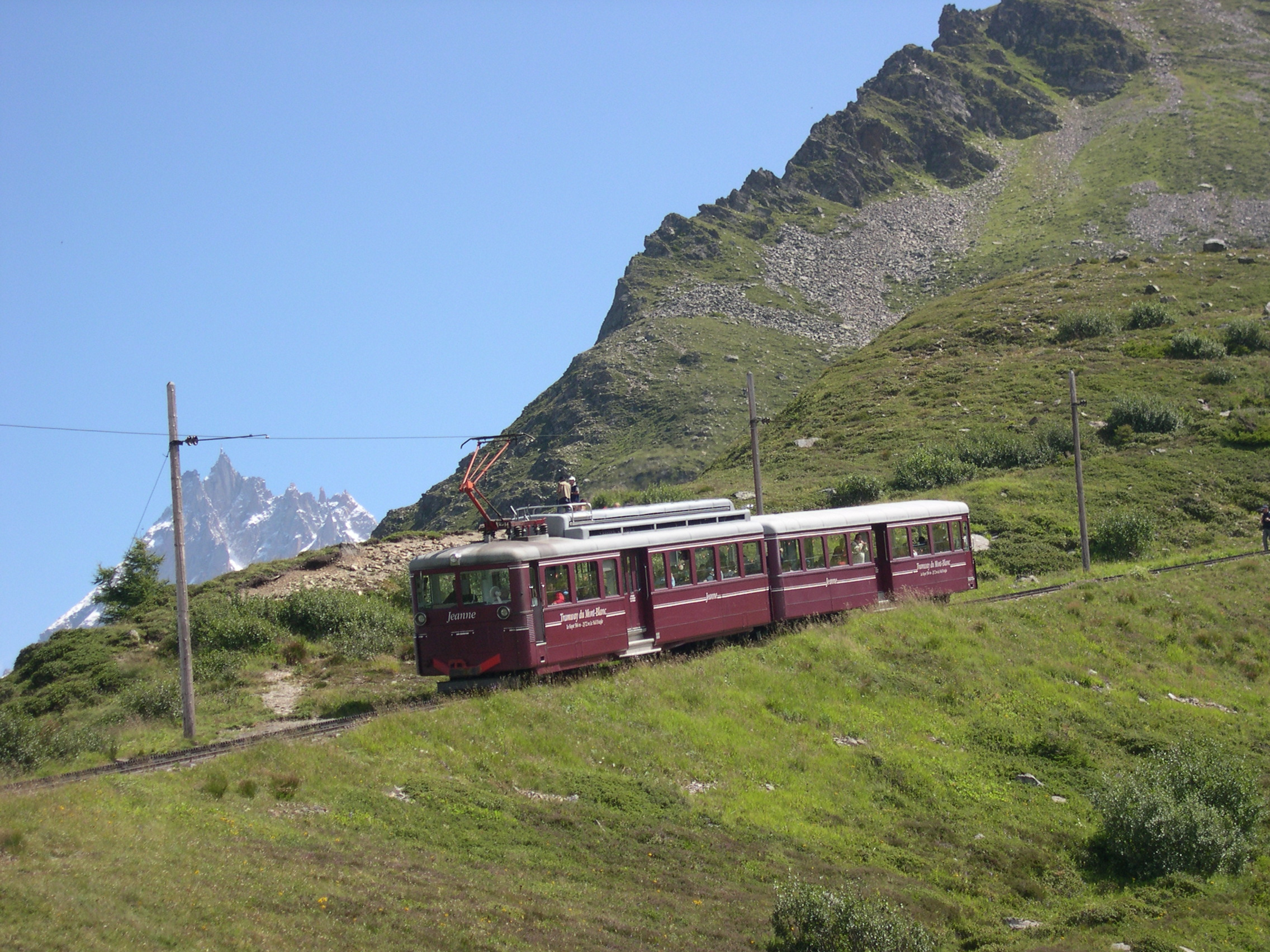
勃朗峰登山列車

勃朗峰登山列車（法語：Mont Blanc Tramway) 是位於法國上薩瓦省的一個前往法國最高峰勃朗峰的登山列車，也是法國非常受歡迎的觀光景點之一。自車窗可以看到勃朗峰的風景。勃朗峰登山列車也是法國高度最高的鐵路交通系統。勃朗峰登山列車在1914年全線通車。